# Barris en dansa
Barris en dansa va ser un projecte pioner de dansa comunitària inclusiva dirigit per Álvaro de la Peña, que es va desenvolupar a Catalunya des de 2011 a 2020. Es va caracteritzar per la creació d'espectacles que normalment reunien més d'un centenar de ballarins amateurs i músics voluntaris, amb una gran diversitat d'edats, procedències i capacitats. Participaven famílies, persones de la tercera edat, joves i persones amb algun tipus de diversitat funcional, motriu o psíquica. Els grups de treball procedien de barris amb entorns socials i culturals molt diferents, que el projecte tractava d’integrar mitjançant la creació artística.

## Història
El projecte es va iniciar en 2011 amb Pàmpor a Vilafranca del Penedès, Vilobí del Penedès i Santa Margarida i els Monjos. La segona edició, amb el títol Nomsona, va tenir lloc a Torelló, Vic i Sant Hipòlit de Voltregà; i la tercera, 6 milles, a Cardedeu i Canovelles. A partir de 2012, es va traslladar a Barcelona de forma anual, convidant a barris diferents en cada edició. Dos anys després, s'incorporarien al projecte altres ciutats de l'entorn metropolità com Sant Adrià de Besòs, L'Hospitalet de Llobregat i Sabadell. En les seves diferents modalitats (Pobles en dansa, Ciutats en dansa, Barris en dansa, etc.) van participar més d'un miler de persones.
El projecte va ser guardonat amb el Premi Ciutat de Barcelona 2012 en la categoria de dansa i amb el Premi Dansacat 2020 al millor projecte social de l'Associació de Professionals de la Dansa de Catalunya. Amb motiu del desè aniversari, en 2021 es va organitzar l'exposició commemorativa Dansa per a tothom que va itinerar per les ciutat participants.
En 2021, un grup de participants de vàries edicions de Barris en dansa van crear l'associació atotaixodansa amb la intenció de continuar amb l'esperit del projecte.

## Edicions
- 2020. Immòbil
- 2019 Quinzena metropolitana de la dansa
- 2018. Refugi
- 2018. El somni de..
- 2017. Mi alma tiene prisa
- 2017 .Nosaltres
- 2017. Pies para qué los quiero
- 2015. ¿Hoja de ruta?
- 2015. També respira l'ànima
- 2014. Narinant[3]
- 2013. Inakibú
- 2013. 6 milles
- 2012. Zak!
- 2012. Nomsona
- 2011. Pàmpor